# 襄宗 (西夏)
襄宗（じょうそう）は、西夏の第7代皇帝。諱は安全。越王李仁友（第5代皇帝仁宗の弟）の子。

## 生涯
応天元年（1206年）に従弟にあたる第6代皇帝の桓宗を、その生母である羅太后や臣下の協力の元に廃位して自ら即位し、金から王に封ぜられた。
応天2年（1207年）秋に貢物の未納を理由としたモンゴル軍の2度目の侵入を受け、領土の一部が掠奪を受けた。応天4年（1209年）の秋、チンギス・カンによるモンゴル軍の第3次侵攻が始まった。皇太子が率いる軍隊は敗れ、領土の北方にあるウラカイ城、夷門が奪われ、高令公ら戦闘に参加した将校はモンゴルの捕虜となった。首都興慶府の周囲にはモンゴル軍の包囲が敷かれ、チンギス・カンは河水による水攻めを行おうとするが、建造した堤防が決壊して水がモンゴル軍の陣営に流れ込んだために包囲が解かれた。年内にモンゴルから使節が派遣され、皇女を献上する条件で和議が結ばれた。
皇建2年（1211年）8月5日に死去した。

## 子女
襄宗には李承禎という名の男子がいた。モンゴルに降嫁した皇女について、 『金史』『宋史』『元史』のいずれにも名前は記録されていない。『元朝秘史』は、タングートの王がチンギス・カンに臣従を誓った際にチャカという名前の皇女が多数の駱駝と共に献上されたことを伝える。